# Brian Carlson

a Compétitions nationales et continentales officielles uniquement.

b Matchs officiels uniquement.
Brian Carlson, né le 12 février 1933 à Wyoming (Australie) et mort le 14 avril 1987 à Newcastle (Australie), est un joueur australien de rugby à XIII évoluant au poste d'arrière, ailier ou de centre dans les années 1950 et 1960. Il joue jusqu'en 1957 dans le Championnat de Newcastle avant de rejoindre le Championnat de Nouvelle-Galles du Sud en signant pour Bears de North Sydney. Également, il est sélectionné avec l'équipe d'Australie et y remporte un titre de Coupe du monde en 1957. Il termine à deux reprises comme meilleur marqueur de points de la Coupe du monde en 1957 et 1960.

## Palmarès
- Collectif :
  - Vainqueur de la Coupe du monde : 1957 (Australie).
  - Finaliste de la Coupe du monde : 1960 (Australie).
- Individuel :
  - Meilleur marqueur de points de la Coupe du monde : 1957 et 1960 (Australie).
  - Meilleur marqueur d'essais de la Coupe du monde : 1960 (Australie).